# オオシギダチョウ属
オオシギダチョウ属（オオシギダチョウぞく、Tinamus）は、鳥綱シギダチョウ目（ダチョウ目とする説もあり）シギダチョウ科に分類される属。

## 分類
以下の分類・英名は、IOC World Bird List(v11.1)および山階（1986）に従う。和名は、山階（1986）に従う。
- Tinamus guttatus ノドジロシギダチョウ White-throated tinamou
- Tinamus major オオシギダチョウ Great tinamou
- Tinamus osgoodi クロシギダチョウ Black tinamou
- Tinamus solitarius オバシギダチョウ Solitary tinamou
- Tinamus tao ハイイロシギダチョウ Grey tinamou

## 画像

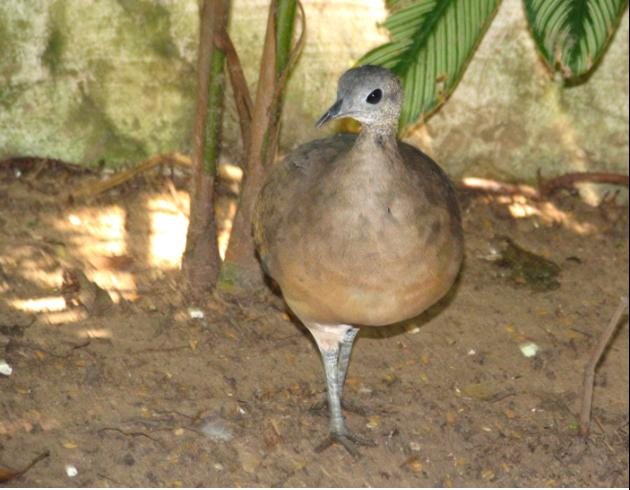
ノドジロシギダチョウ T. guttatus
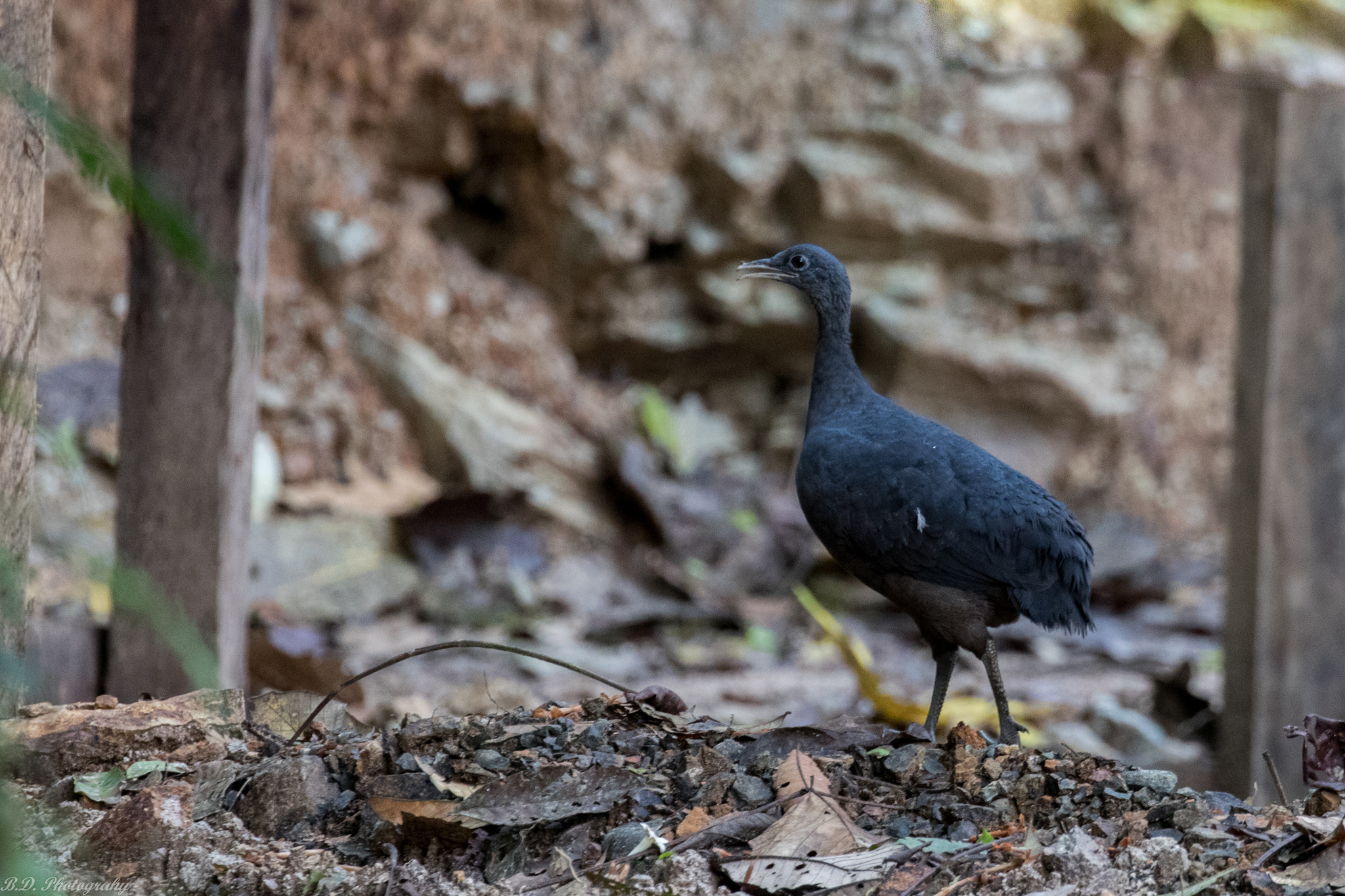
クロシギダチョウ T. osgoodi
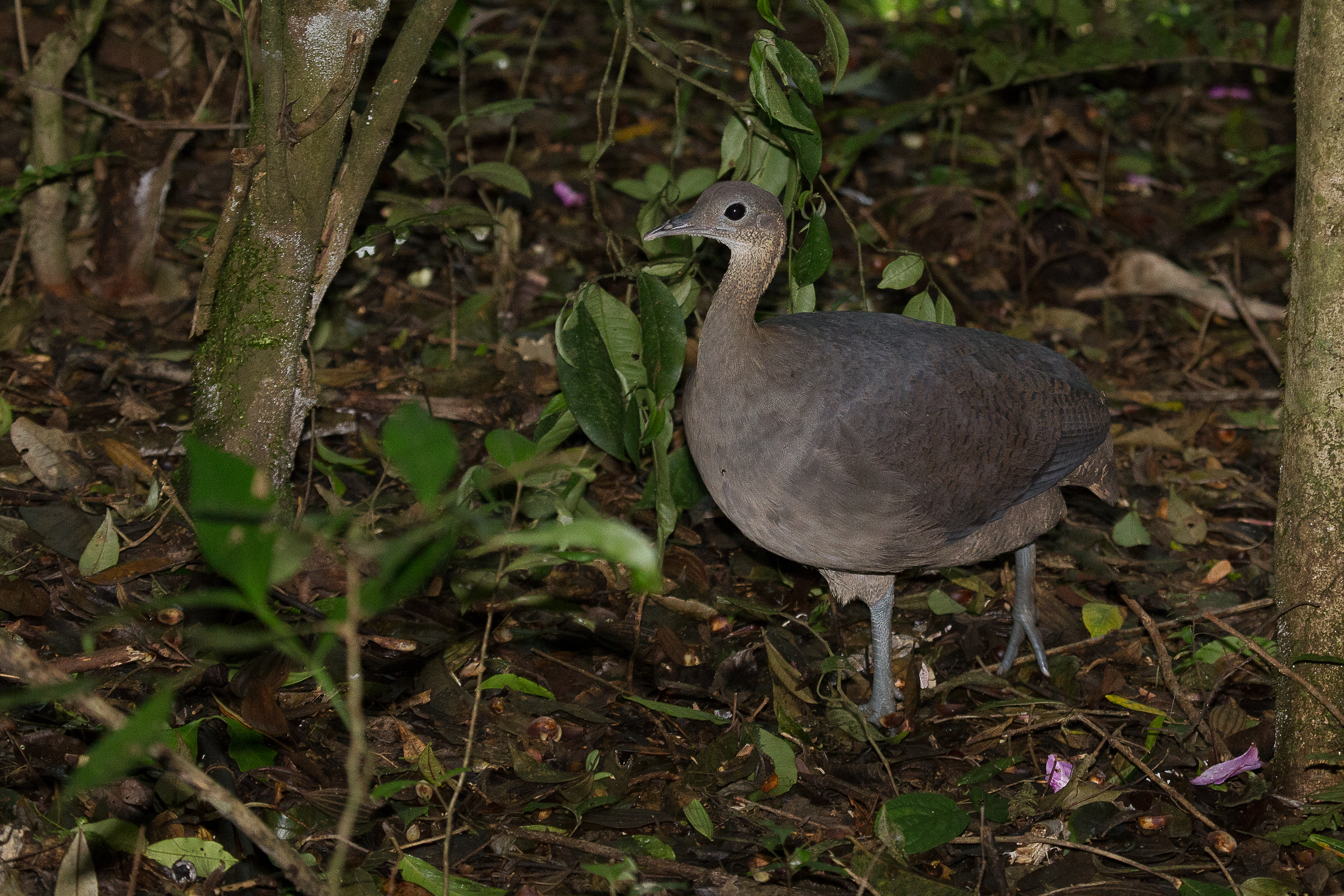
オバシギダチョウ T. solitarius
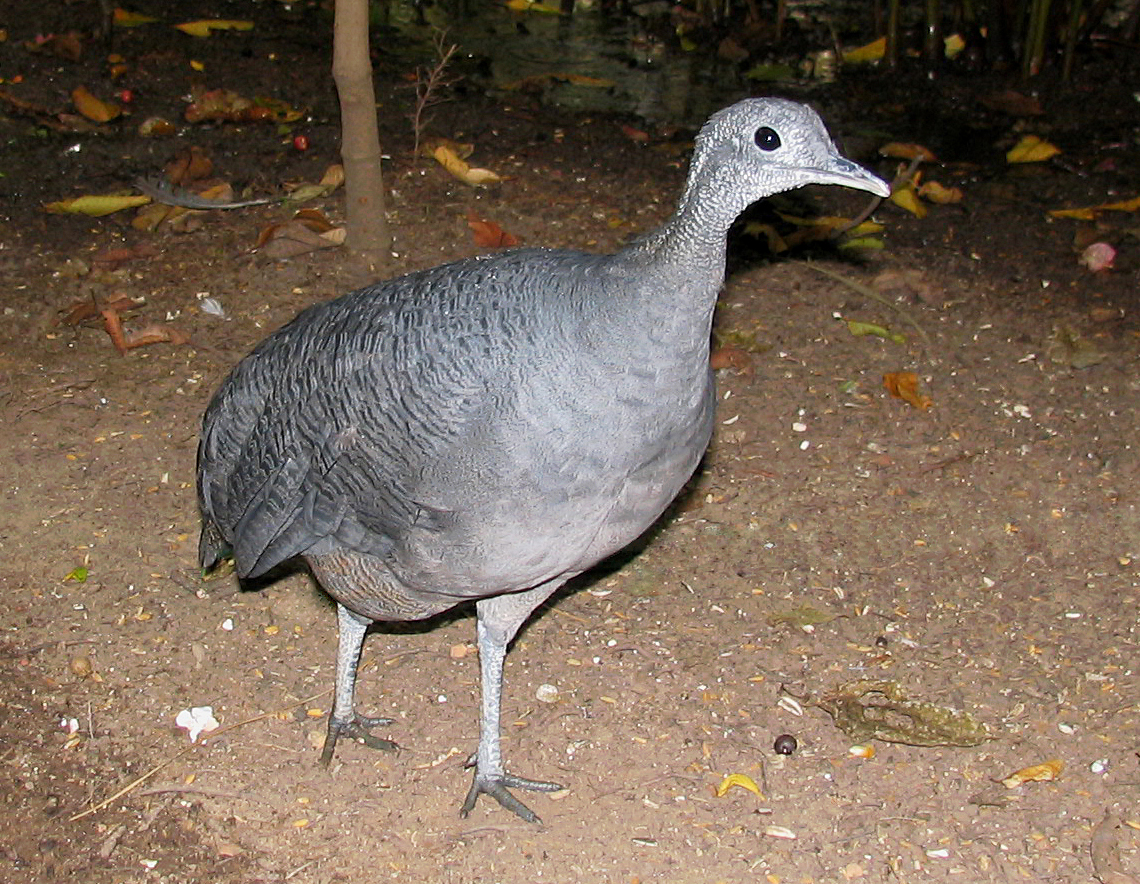
ハイイロシギダチョウ T. tao